# Confédération des syndicats libres et autonomes du Congo
La Confédération des syndicats libres et autonomes du Congo (Cosylac), est une confédération syndicale congolaise. Elle est affiliée à la Confédération syndicale internationale (CSI). 

## Fédérations affiliées
- Groupement des transporteurs terrestres du Congo (GTTC)[3]

## Dirigeants

### Secrétaires généraux
- Jean-Bernard Malouka